# Genocidi

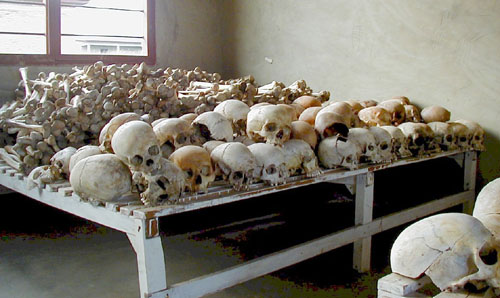
Calaveres humanes al Memorial del genocidi de Murambi en record del Genocidi de Ruanda

Un genocidi és l'extermini sistemàtic parcial o total, per actes inhumans i assassinats, d’un grup humà. El criteri d'extermini pot ser ètnic, nacional, religiós, polític o de qualsevol altra mena. Segons el sociòleg i historiador Michael Mann és el grau més extrem de violència intergrupal i dels processos de neteja ètnica, sovint associats a la creació d'estats nació. És un dels crims atroços de la qual l'humà és capaç, però no s'ha de confondre amb amb massacres, calamitats, crims de guerra o altres formes d'assassinats a gran escala.
El 1948, la Convenció de Genocidi de les Nacions Unides va definir el genocidi com qualsevol dels cinc "actes comesos amb la intenció de destruir, totalment o parcialment, un grup nacional, ètnic, racial o religiós". Aquests cinc actes van ser: matar membres del grup, causar-los greus danys corporals o psíquics, imposar condicions de vida destinades a destruir el grup, prevenir els naixements i traslladar-los a la força fora del grup. Les víctimes són atacades per la seva pertinença real o percebuda a un grup, no de manera aleatòria.
El grup de treball sobre inestabilitat política va estimar que es van produir 43 genocidis entre 1956 i 2016, que van resultar en uns 50 milions de morts. L'ACNUR calcula que n'hi ha 50 més milions havien estat desplaçats per aquests episodis de violència fins al 2008. El genocidi, especialment el genocidi a gran escala, es considera àmpliament que significa l'epítom del mal humà. Com a etiqueta, és polèmica perquè és moralitzant, i s'ha utilitzat com a tipus de categoria moral des de finals dels anys noranta.

## Evolució històrica

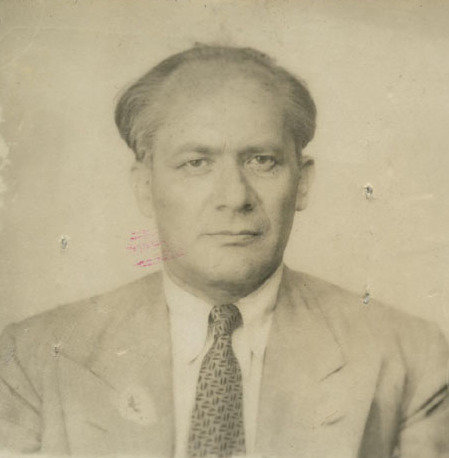
Raphael Lemkin va encunyar el terme genocidi l'any 1944. La seva anàlisi de les atrocitats infligudes als polonesos va ser adoptada per la Convenció de Genocidi de l'ONU com a criteri per determinar la " intenció genocida".

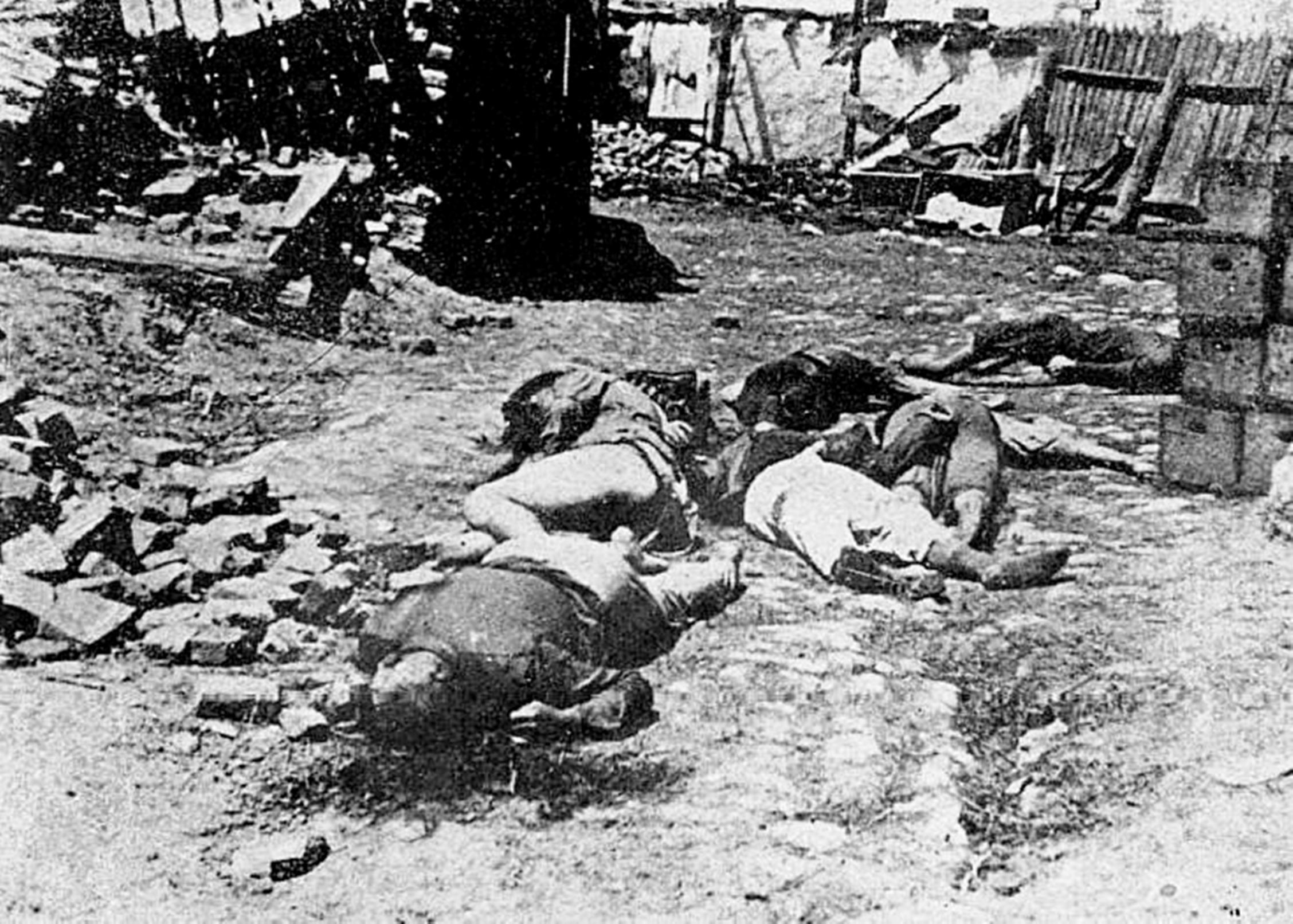
Conseqüències de la massacre d'Odessa de 1941, en què els deportats jueus van ser assassinats fora de Brizula (avui Podilsk) durant l'Holocaust

El neologisme genocidi va ser creat per Raphael Lemkin, jueu de Polònia, el 1944. És un mot compost del grec genos (família, tribu o raça) i el sufix d'origen llatí -cidi, matança. Amb aquest terme Lemkin defineix les matances per motius racials, nacionals o religiosos. Va lluitar per a obtenir normes internacionals que definissin i prohibissin el genocidi. L'«Accord de Londres» de 8 d'agost de 1945 va establir l'Estatut del Tribunal de Nuremberg, va definir com crims contra la humanitat els assassinats i altres agressions contra qualsevol població civil o les persecucions per motius polítics, racials o religiosos. El 1946, l'Assemblea General de les Nacions Unides va confirmar els principis de Dret internacional reconeguts per l'Estatut del Tribunal i va proclamar la resolució 96 (I) sobre el crim de genocidi, que defineix com una negació del dret d'existència a grups humans sencers entre ells els racials, religiosos o polítics, instant a prendre les mesures necessàries per a la prevenció i sanció d'aquest crim. Aquesta resolució va cristal·litzar en la Convenció per a la Prevenció i Sanció del Delicte de Genocidi, adoptada per l'Assemblea General de les Nacions Unides en la seva resolució 260 A (III), de 9 de desembre de 1948, i que va entrar en vigor el 1951. La definició de genocidi plasmada en la Convenció de 1948 ha estat acollida a l'article 4 de l'Estatut del Tribunal Penal Internacional per a l'antiga Iugoslàvia, de 1993, l'article 2 de l'Estatut del Tribunal Penal Internacional per a Ruanda, de 1994, i l'article 6 de l'Estatut de Roma de 1998, pel qual es va crear la Cort Penal Internacional.

## Regulació jurídica
Segons l'article ii de la Convenció per a la Prevenció i la Sanció del Delicte de Genocidi, s'entén per genocidi qualsevol dels següents actes amb la intenció de destruir, totalment o parcialment, un grup nacional, ètnic, racial o religiós: 
- Matar membres d'un grup
- Perjudicar greument la integritat física o mental dels membres del grup
- Sotmetre el grup a gratcient a condicions de vida extremes que condueixin a la seva destrucció física, total o parcial
- Imposar mesures per a impedir els naixements en el si del grup
- Deportar forçosament els nens del grup a un altre grup.[16]

A part del genocidi es castiguen altres delictes connexos, que són l'associació per a cometre genocidi, la instigació directa i pública, la temptativa i la complicitat.
Les persones acusades de genocidi seran jutjades, d'acord amb l'article vi de la Convenció, en un tribunal competent del territori on es va cometre el delicte. No obstant això, ha sorgit paral·lelament un dret consuetudinari pel qual els tribunals de qualsevol Estat podrien jutjar casos de genocidi, encara que fossin comesos per no nacionals i fora del seu territori. També la Cort Penal Internacional pot conèixer d'aquest delicte, sempre que sigui competent per haver-se reconegut la seva jurisdicció.
La Convenció afirma que és irrellevant que l'acusat sigui governant, funcionari o particular i declara que, a l'efecte d'extradició, no es pot considerar el genocidi en cap cas com un delicte polític.

## Genocidis al llarg de la història

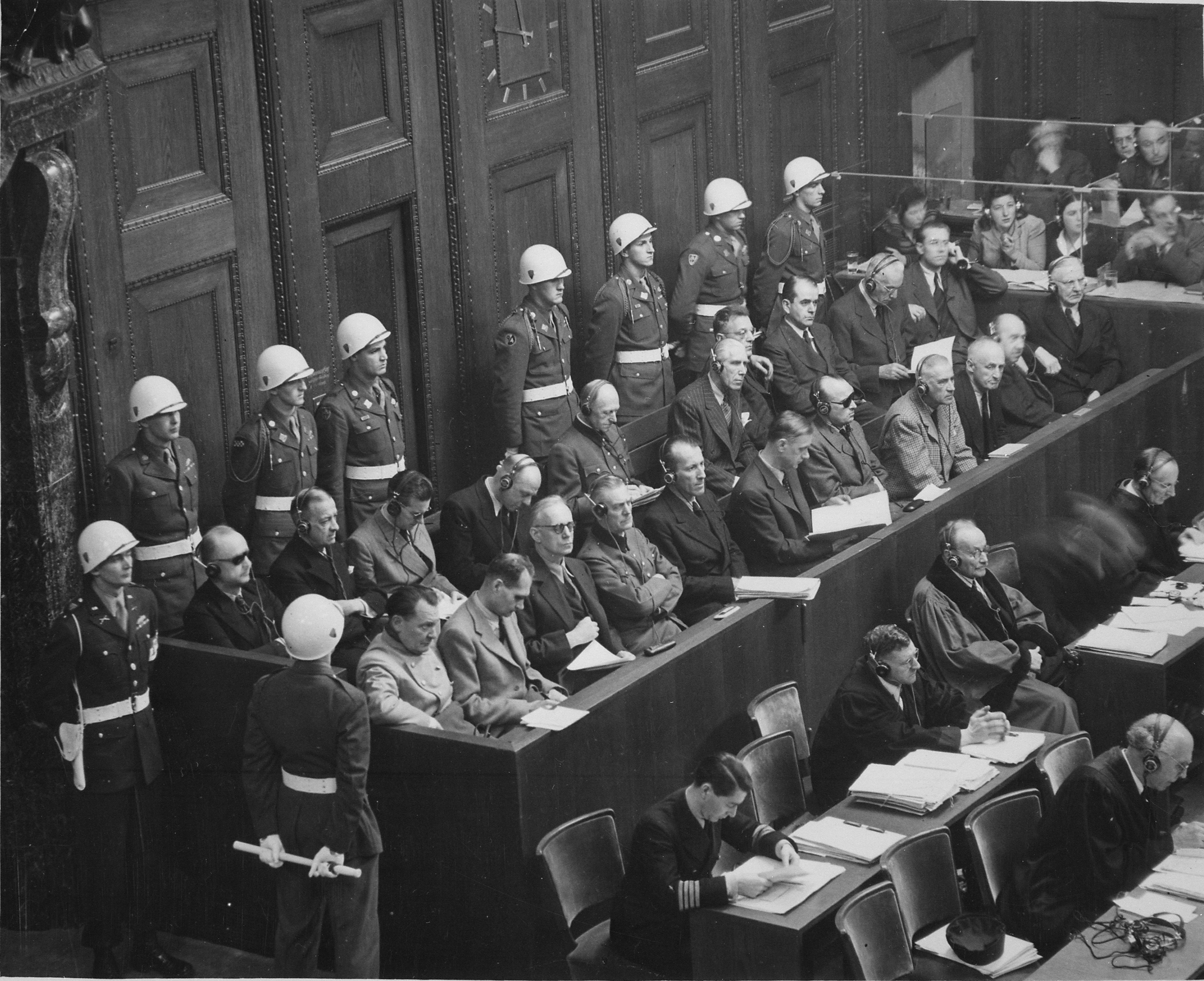
Els líders nazis al Palau de Justícia de Nuremberg. El procés de Nuremberg dut a terme per les potències aliades contra 24 dels principals líders del Tercer Reich acusats de conspiració, crims contra la pau, crims de guerra i crims contra la humanitat es va celebrar del 20 de novembre del 1945 a l'1 d'octubre del 1946 i constitueix la primera aplicació pràctica d'una jurisdicció penal internacional.

- Nuon Chea, el principal ideòleg dels Khmers Rojos, davant el Tribunal del Genocidi de Cambodja el 5 de desembre de 2011Víctimes del genocidi armeniEls líders nazis al Palau de Justícia de Nuremberg. El procés de Nuremberg dut a terme per les potències aliades contra 24 dels principals líders del Tercer Reich acusats de conspiració, crims contra la pau, crims de guerra i crims contra la humanitat es va celebrar del 20 de novembre del 1945 a l'1 d'octubre del 1946 i constitueix la primera aplicació pràctica d'una jurisdicció penal internacional.Amèrica (a partir de 1492) durant la colonització per part de potències europees.[17] El nombre de morts era considerable, però segons certs autors, manca l'aspecte intencional i sistemàtic, era més aviat per manca de precaució i de prudència.[2]

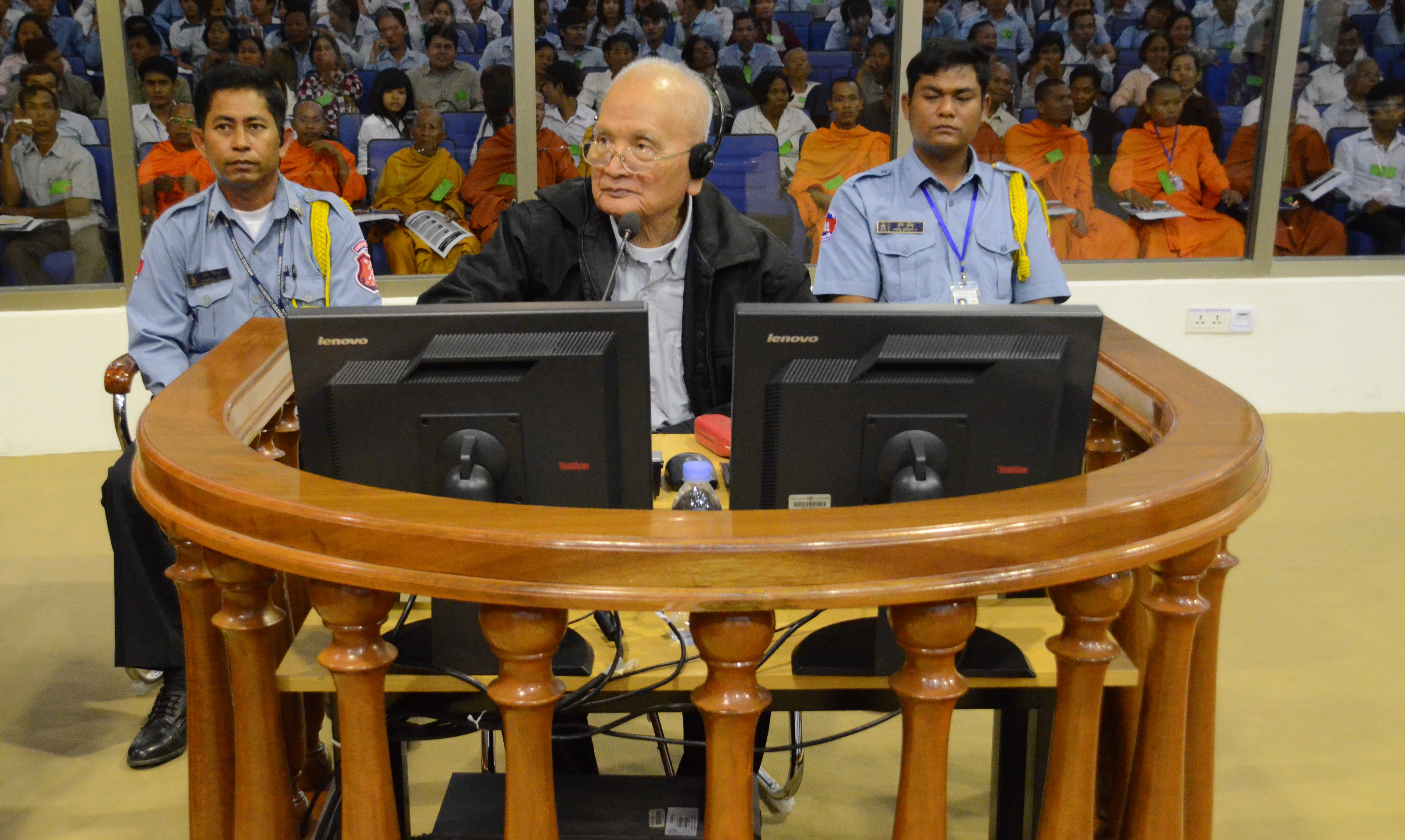
Nuon Chea, el principal ideòleg dels Khmers Rojos, davant el Tribunal del Genocidi de Cambodja el 5 de desembre de 2011

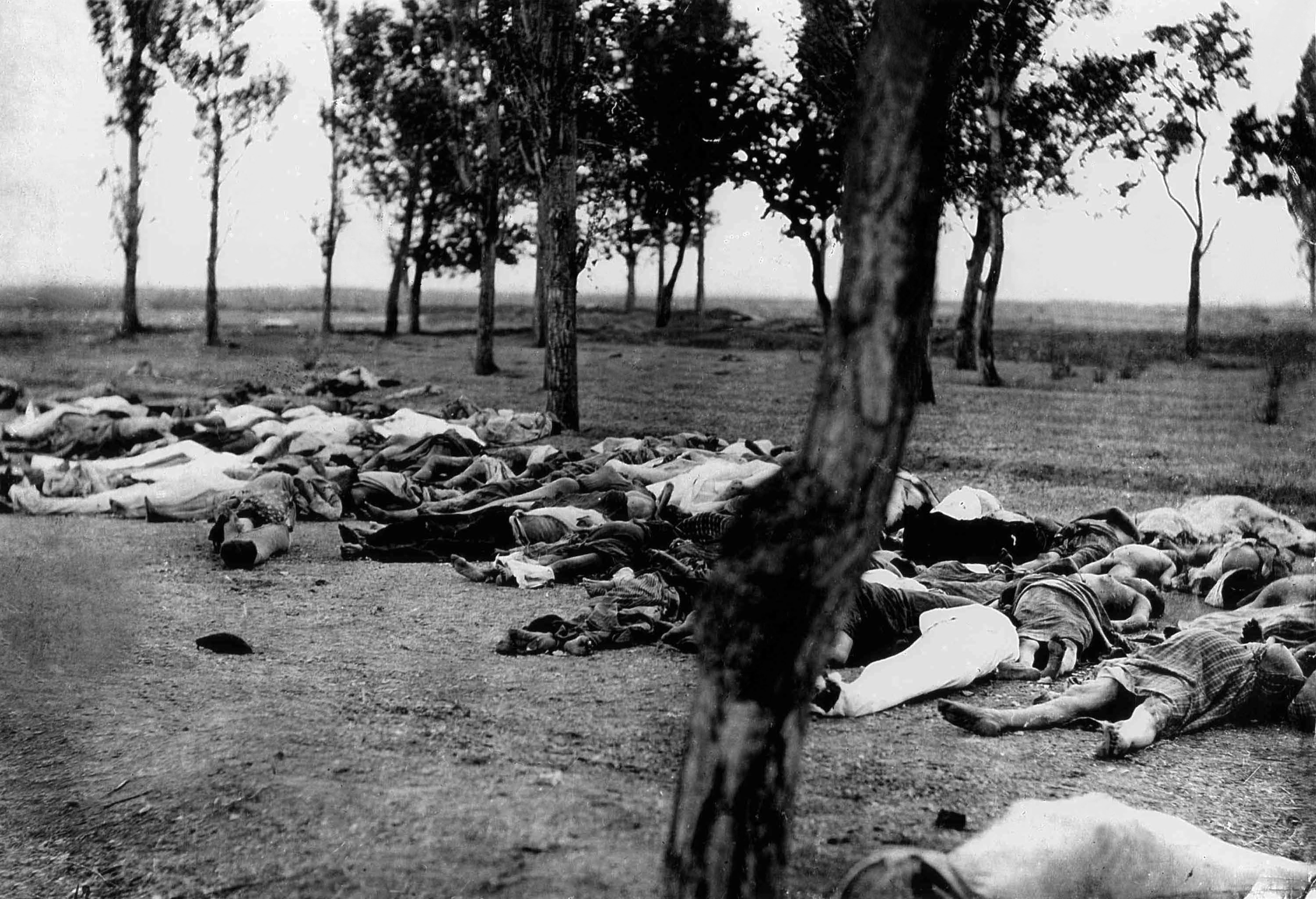
Víctimes del genocidi armeni

- Namíbia, (1904-1907), genocidi dels herero, perpetrat per Alemanya a aquesta colònia africana.[18]
- Armènia (1915 - 1923) Genocidi armeni, perpetrat per l'Imperi Otomà.[19]
- Assíria (1914–1918, 1922–1925) Genocidi assiri, perpetrat per l'Imperi Otomà.[20]
- Burundi, (1972).[21]
- Cambodja, (1971 - 1979). Purgues massives perpetrades pels Khmers Rojos de Pol Pot, que van acabar amb l'assassinat de la quarta part del país.[22]
- Genocidi circassià (1763 - 1867) al Caucas Nord, per l'Imperi Rus.[23]
- Genocidi grec pòntic (1913–1923), perpetrat per l'Imperi Otomà.[24]
- Gran Salt Endavant (1958 - 1962) i Revolució Cultural a la Xina (1966-1969). S'estima que moriren de 20 a 30 milions de persones a causa de la dura repressió i la fam causada per les polítiques estatals promogudes pel Partit Comunista de Mao.[25]
- Gran Purga (dècada de 1930) a la Unió Soviètica sota Stalin, perpetrada tant contra la població en general com dins del partit comunista. 1937 en fou l'any més cruent.[26]
- Holocaust (1933 - 1945), perpetrat pels nazis a Europa. Tenia com a objectiu l'extermini complet de minories com ara els jueus o gitanos, així com de persones pertanyents a grups considerats com a «indesitjables», com els homosexuals.[27]
- Porrajmos a Europa (1933 - 1945), el nom amb què es coneix l'assassinat massiu de gitanos durant l'Holocaust.[28]
- Holodomor, Ucraïna dècada de 1930 a l'URSS sota el règim de Stalin, crim comès contra el poble ucraïnès.[29]
- Massacre de Srebrenica (1995), perpetrada per l'exèrcit serbi contra els bosnians. Part de la Guerra de Bòsnia, al seu torn part de les cruentes Guerres dels Balcans, en els quals l'odi ètnic va ser un component important.[30]
- Ruanda, (1994), l'extermini de milers de tutsis i dels seus simpatitzants per part de grups extremistes hutu del país (Interahamwe i Impuzamugambi) durant la Guerra Civil ruandesa.[21]
- Palestina (2023 - 2025), l'exèrcit d'Israel mata a desenes de milers de civils, desplaça al 90% de la poblcació de Gaza i utilitza components de càstig col·lectiu (tall de subministrament d'aigua, electricitat i ajuda humanitària).[31][32][33][34]